# 第1号钢琴协奏曲 (勃拉姆斯)
d小调第一钢琴协奏曲，作品15，是约翰内斯·勃拉姆斯作于1858年的钢琴协奏曲。于次年的1859年1月22日，由作曲家担任独奏，约瑟夫·约阿希姆指挥，在汉诺威首演。

## 背景

### 创作
在创作过程中，这部作品经历了几种不同的形式。1854年开始时为双钢琴奏鸣曲，至当年的7月27日，又正被改为一部四乐章的交响曲。勃拉姆斯向其挚友，作曲家伊流士·奧圖·格林寻求建议。「勃拉姆斯有向格林展示他的管弦乐作品的习惯，格林受过音乐学院的教育，在管弦乐方面更有学识。」在采纳了格林的一些建议后，勃拉姆斯将配好器的第一乐章送给了约阿希姆。显然，约阿希姆很喜欢它。

## 分析

### 配器
2长笛、2双簧管、2单簧管、2巴松管、4圆号、2小号、定音鼓、钢琴、弦乐器

### 结构
本乐曲共分为三个乐章，演奏时长约为40至50分钟。
1. 庄严宏伟的 - 稍微有节制的（Maestoso - Poco più moderato），d小调
2. 柔板（Adagio），D大调
3. 回旋曲：从容的快板（Rondo: Allegro non troppo），d小调 → D大调

#### 第一乐章
第一乐章为奏鸣曲式，分为五个部分：管弦乐引子、呈示部、展开部、再现部和尾声。此乐章规模较大，时长为20至25分钟。虽然没有华彩，但因严格遵守古典主义时期的曲式，勃拉姆斯赢得了音乐上“保守者”的声誉，但他创新的和声及和弦进行却并不保守。主题大量使用了琶音和弦和颤音。在管弦乐引子中其他主题也被引入，并由乐队和独奏者进一步发展主题材料。

#### 第二乐章
该乐章为三段曲式，主题由巴松管引入。

#### 第三乐章
终乐章为回旋曲，结构上与贝多芬第三钢琴协奏曲的回旋曲乐章相似。这首回旋曲有三个主题；第二主题可被视为第一主题剧烈的变奏。第三主题在插部中被引入，但从未明确地被钢琴独奏发展，相反，独奏者被“融入管弦乐效果中”。回旋曲的主体部分之后为华彩乐段，广阔的尾声发展了第一和第三主题。

## 录音
- 威廉·巴克豪斯，阿德里安·博尔特，BBC交響樂團（1932年11月28日）
- 弗拉基米爾·霍羅威茨，阿图罗·托斯卡尼尼，纽约爱乐（1935年3月17日）
- 阿圖爾·施納貝爾，塞尔·乔治，伦敦爱乐乐团（1938年）
- 阿图尔·鲁宾斯坦，弗里兹·莱纳，芝加哥交响乐团（1954年）
- 迈拉·赫斯（英语：Myra Hess），季米特里斯·米特罗普洛斯，纽约爱乐（1955年）
- 朱利叶斯·卡钦，皮埃尔·蒙特，伦敦交响乐团（录制于Walthamstow Assembly Hall，1959年3月24–25日；Decca LXT5546/SXL2172发行）[3]
- 莱昂·弗莱舍（英语：Leon Fleisher），乔治·塞尔，克利夫兰管弦乐团（1958年）
- 克利福德·柯曾，乔治·塞尔，伦敦交响乐团（1962年）
- 格伦·古尔德，伦纳德·伯恩斯坦，纽约爱乐（1962年4月6日，因伯恩斯坦演出前的发言而闻名，他在发言中表示他不同意古尔德“非常宽泛的节奏和......经常偏离勃拉姆斯的动态指示”）
- 范·克莱本，埃里希·萊因斯多夫，波士顿交响乐团（1964年）
- 布鲁诺·莱昂纳多·盖尔伯（英语：Bruno Leonardo Gelber），弗兰茨-保罗·德克尔（英语：Franz-Paul Decker），慕尼黑愛樂樂團（1965年6月），获法国唱片大奖
- 克劳迪奥·阿劳，伯纳德·海廷克，皇家音乐厅管弦乐团（1970年）
- 埃米尔·吉列尔斯[4]，欧根·约胡姆，柏林爱乐乐团（1972年）
- 阿图尔·鲁宾斯坦，伯纳德·海廷克，皇家音乐厅管弦乐团（1973年，录像）
- 亞歷克西·魏森伯格，卡尔罗·马里亚·朱里尼，伦敦交响乐团（1973年，EMI Electrola）
- 拉杜·鲁普，艾度·迪華特，伦敦交响乐团（1975年）
- Arthur Rubinstein，祖宾·梅塔，以色列爱乐乐团（1976年）
- 毛里齊奧·波利尼，克劳迪奥·阿巴多，柏林爱乐乐团（1977年，Deutsche Grammophon）
- 桑多·法尔瓦伊（英语：Sándor Falvai），安塔爾·扬科维奇（Antal Jancsovics），匈牙利国家爱乐乐团（英语：Hungarian State Orchestra）（1978年）
- 弗拉基米尔·阿什肯纳齐，伯纳德·海廷克，皇家音乐厅管弦乐团（1983年）
- 伊曼纽尔·艾克斯，詹姆斯·莱文，芝加哥交响乐团（1984年）
- 史蒂芬·寇瓦謝維契，科林·戴维斯，伦敦交响乐团（1985年）
- 克里斯蒂安·齐默尔曼，伦纳德·伯恩斯坦，维也纳爱乐乐团（1985年，Deutsche Grammophon）
- 霍拉西奥·古铁雷兹（英语：Horacio Gutierrez），安德烈·普列文，皇家音乐厅管弦乐团（1991年）
- 克里斯蒂安·齐默尔曼，西蒙·拉特尔，柏林爱乐乐团（2005年）
- 埃萊娜·格里莫，米夏埃尔·吉伦，西南德国广播交响乐团（2005年4月17日）
- 内尔森·弗莱雷，里卡多·夏伊，萊比錫布商大廈管弦樂團（2006年，Decca）[5]
- 诺曼·克里格（英语：Norman Krieger），乔安·法莱塔，弗吉尼亚交响乐团（英语：Virginia Symphony Orchestra）（2008年）
- 毛利齐奥·波里尼，克里斯蒂安·蒂勒曼，德累斯顿国家管弦乐团（2011年10月14日，Deutsche Grammophon）
- 埃萊娜·格里莫，安德里斯·尼尔森斯，巴伐利亞廣播交響樂團（2013年，Deutsche Grammophon）
- 丹尼尔·巴伦博伊姆，古斯塔沃·杜達美，柏林國立樂團（2015年，Deutsche Grammophon）